# Pietro Valier
Pietro Valier of Valerio (Venetië, 1574 – Padua, 9 april 1639) was een Rooms prelaat in de republiek Venetië. Hij droeg de kardinaalshoed sinds 1621.
Na ambten in de Pauselijke Staat was hij nuntius in het groothertogdom Toscane. Vervolgens was hij aartsbisschop van Candia, in de Venetiaanse kolonie Kreta, van Ceneda aan de Lagune van Venetië, en van Padua.

## Levensloop
Valier was een telg uit de patriciërsfamilie Valier in Venetië; deze familie kende enkele doges, kardinalen en abten. Vanaf 1605 was Valier hoveling aan het pauselijk Hof in Rome. Hij werd benoemd tot referendaris van de Curierechtbank der Apostolische Signatuur voor Rechtvaardigheid en Genade (1607). 
Paus Paulus V benoemde Valier op verschillende gouverneursposten in de Pauselijke Staat. In 1609 was Valier gouverneur van San Severino, in 1610 in Todi, van 1610 tot 1614 in Orvieto en van 1614 tot 1616 in Spoleto. In de tussentijd was hij titulair bisschop geworden van Famagusta, een voormalig Rooms bisdom in Cyprus (1611). Vanaf 1614 was hij kanunnik in de kathedraal van Padua, op het Venetiaanse vasteland.
In dienst van Paulus V was Valier nuntius (1616-1621) aan het hof van de groothertog van Toscane, en dit tot het overlijden van Paulus V. In Florence resideerde Valier in het paleis van Don Giovanni de’ Medici, Grande van Spanje en verwant met de heersende familie de’ Medici. In zijn laatste jaar als nuntius verleende Paulus V de kardinaalshoed aan Valier. Aanvankelijk was zijn titelkerk de San Salvatore in Lauro en later de Basiliek van San Marco (Rome), de basiliek voor de Venetianen in Rome gelegen naast het Palazzo Venezia.
Intussen bekleedde Valier zijn eerste bisschopstroon (1620-1623): deze van het metropolitaan aartsbisdom Candia, hoofdzetel van de Kretenzische kerkprovincie. Valier wisselde deze Venetiaanse bisschopstroon in voor een op het vasteland (1623): het bisdom Ceneda, met als moderne naam bisdom Vittorio Veneto. Hij verbleef niet te Vittorio Veneto maar wel in Rome, bij de Venetiaanse gemeenschap.
In de laatste jaren van zijn leven was hij bisschop van Padua (1625-1629), waarvan hij twee jaar in Rome resideerde (1626-1627). Tijdens zijn langdurige verblijven in Rome beeldhouwde Bernini een marmeren borstbeeld van hem.
Zowel in Ceneda als in Padua mocht hij de titel van aartsbisschop verder dragen ten persoonlijken titel.
Aartsbisschop Valier combineerde zijn bisschopsambt met deze van titulair abt in twee abdijen in Venetiaans-Kroatië. Zo genoot hij in Nin van de prebende van de abdij van de Heilige Ambrosius (vanaf 1622) en in Zadar van deze van de abdij van de Heilige Chrysogonus van Aquileja (vanaf 1627).
Na zijn overlijden werd hij begraven in de kathedraal van Padua, naast andere kanunniken in een kapel. Hij schonk bij testament al zijn bezittingen aan het kapittel der kanunniken. Als bedanking werd een cenotaaf voor hem opgericht in de kathedraal.

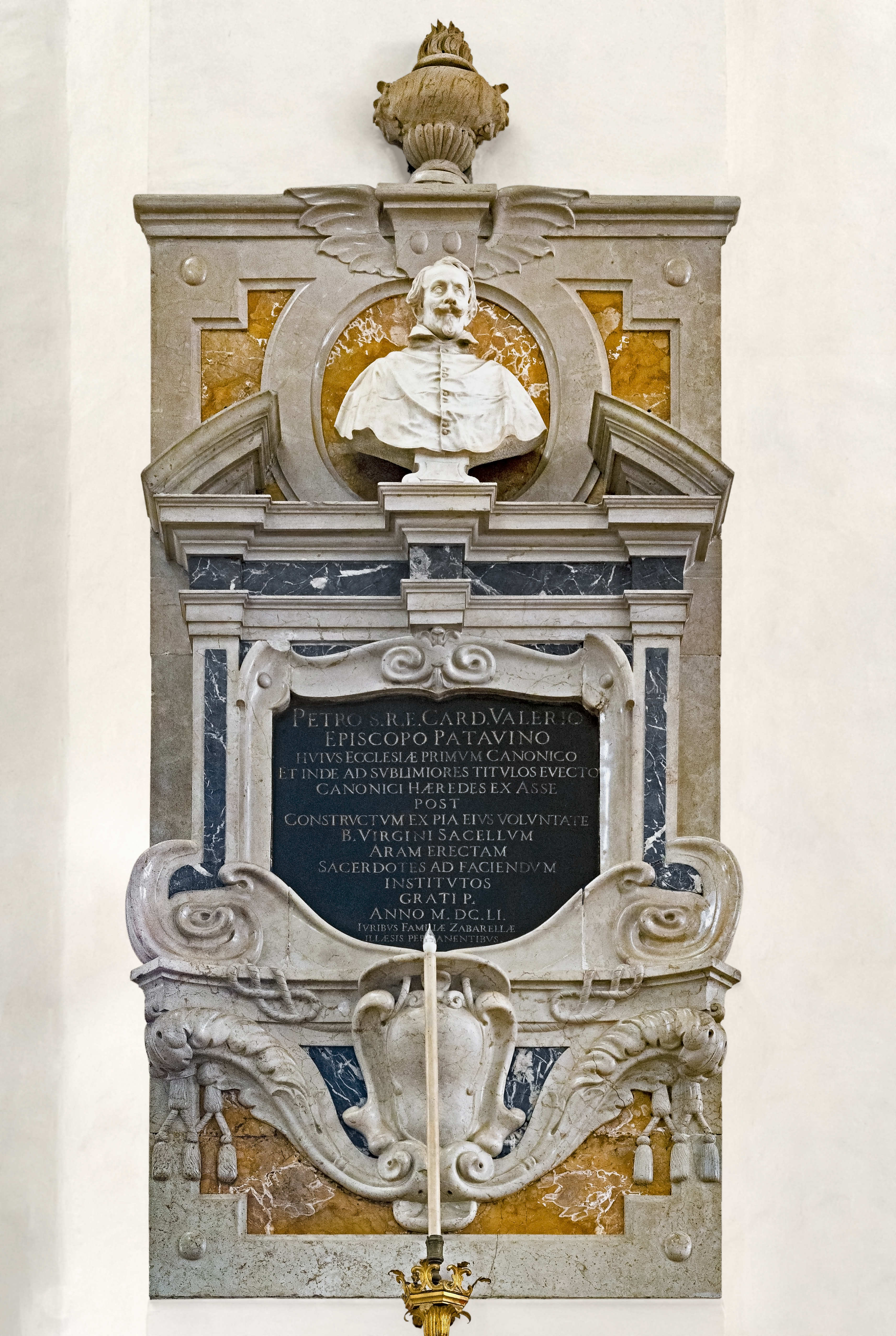
Cenotaaf in de kathedraal van Padua